# 弗利广场
40°42′53″N 74°00′10″W / 40.7147°N 74.0028°W
弗利广场（Foley Square）是纽约市曼哈顿下城的市政中心街区的一个十字路口和绿地空间，由市政大厦主宰。该空间毗邻窝夫街（Worth Street）、中央街和拉菲逸街，介于纽约市政厅和坚尼街之间，靠近曼哈顿华埠，在翠贝卡以东。它得名于著名的坦慕尼协会地区领导和当地沙龙所有者托马斯·F·“大汤姆”弗利（1852年至1925年）。
弗利广场坐落在淡水池（Collect Pond）的原址，曾是该市的淡水水源之一，但在1811年因为严重污染，与伤寒和霍乱爆发有关，而被填平。池塘周围曾是臭名昭著的五点区，许多帮派的所在地。
若干市政建筑位于广场上，包括1933年建成的美国纽约南区联邦地区法院的古典主义立面和柱廊入口，门前是著名艺术家Lorenzo Pace的雕塑“人类精神的胜利”；纽约县法院（中央街60号）；圣安得烈堂；瑟古德·马歇尔联邦法院（中央街40号）– 在2003年之前称为弗利广场法院 – 美国联邦第二巡回上诉法院设此；纽约县市政大楼；弗利广场联邦大楼；雅各布·贾维茨联邦大楼和美国国际贸易法院。
广场周围的人行道区域，镶嵌有五块青铜牌匾，讲说公园及其周围的历史，包括在广场建设期间出土的一个18世纪的黑人墓地。这块墓地已被保留为非洲人墓地国家文物。2005年，建立了汤姆·潘恩公园，作为广场的一部分。
弗利广场还有其他的用途。九一一袭击事件时它被用作分流中心。弗利广场菜市场全年营业，在中央街的转角，介于窝扶街和珍珠街之间，提供烘焙食品以及当地农场采摘的水果和蔬菜，这些水果和蔬菜保证在收获三天内销售。因为弗利广场靠近曼哈顿华埠，早晨常有一大群人在打太极拳。
2011年11月17日，占领华尔街运动期间，数千人参加了在弗利广场的抗议集会，包括十几个不同工会的成员。

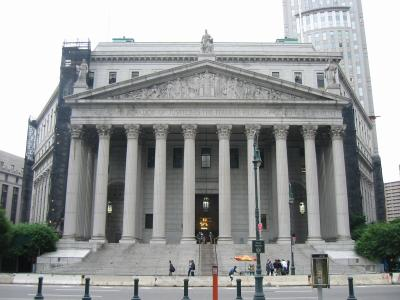
纽约县法院
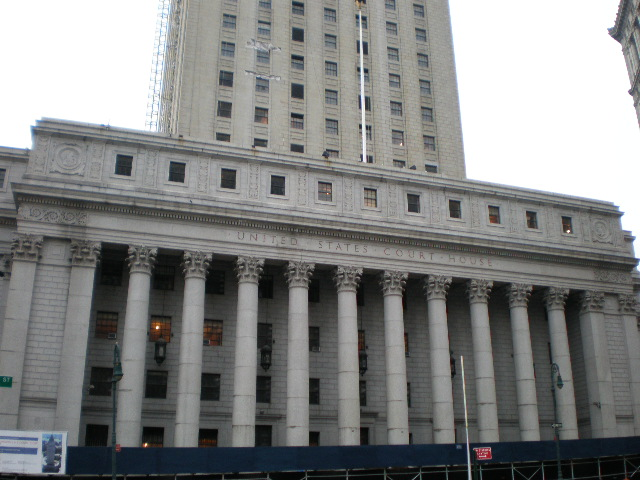
瑟古德·马歇尔联邦法院
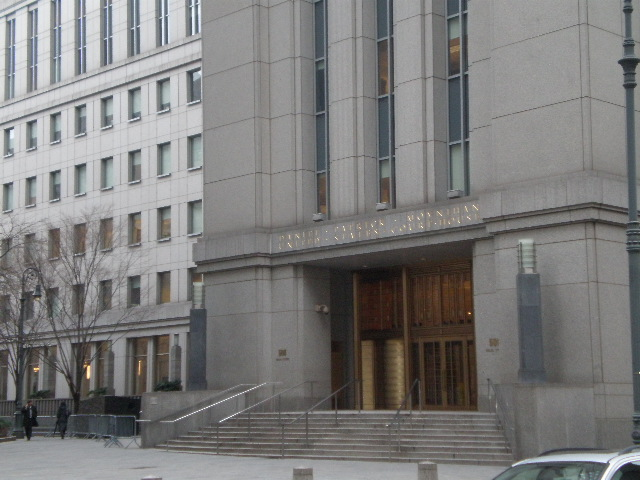
珍珠街500号丹尼尔·帕特里克·莫伊尼汉联邦法院